# Radu Tempea
Radu Tempea (n. 9 februarie 1768, Brașov, Marele Principat al Transilvaniei - d. 5 iulie 1824, Brașov, Imperiul Austriac) a fost un preot ortodox, profesor și lingvist român. În literatură numele său este deseori regăsit și ca Radu Tempea (V), deoarece a aparținut celei de-a cincea generații a familiei de preoți brașoveni ce au purtat același nume și au trăit începând din secolul al XVII-lea și până la mijlocul secolului al XIX-lea. Unele monografii îl numesc și Radu Tempea (V) Popescu.
A fost director al școlilor ortodoxe românești din Transilvania în perioada 1796-1808, protopop (din anul 1805) al unuia dintre cele 3 protopopiate din Brașov și apoi vicar general al Episcopiei Ardealului. Este cunoscut pentru publicarea la Sibiu, în 1797, a uneia dintre primele gramatici științifice românești.

## Familia

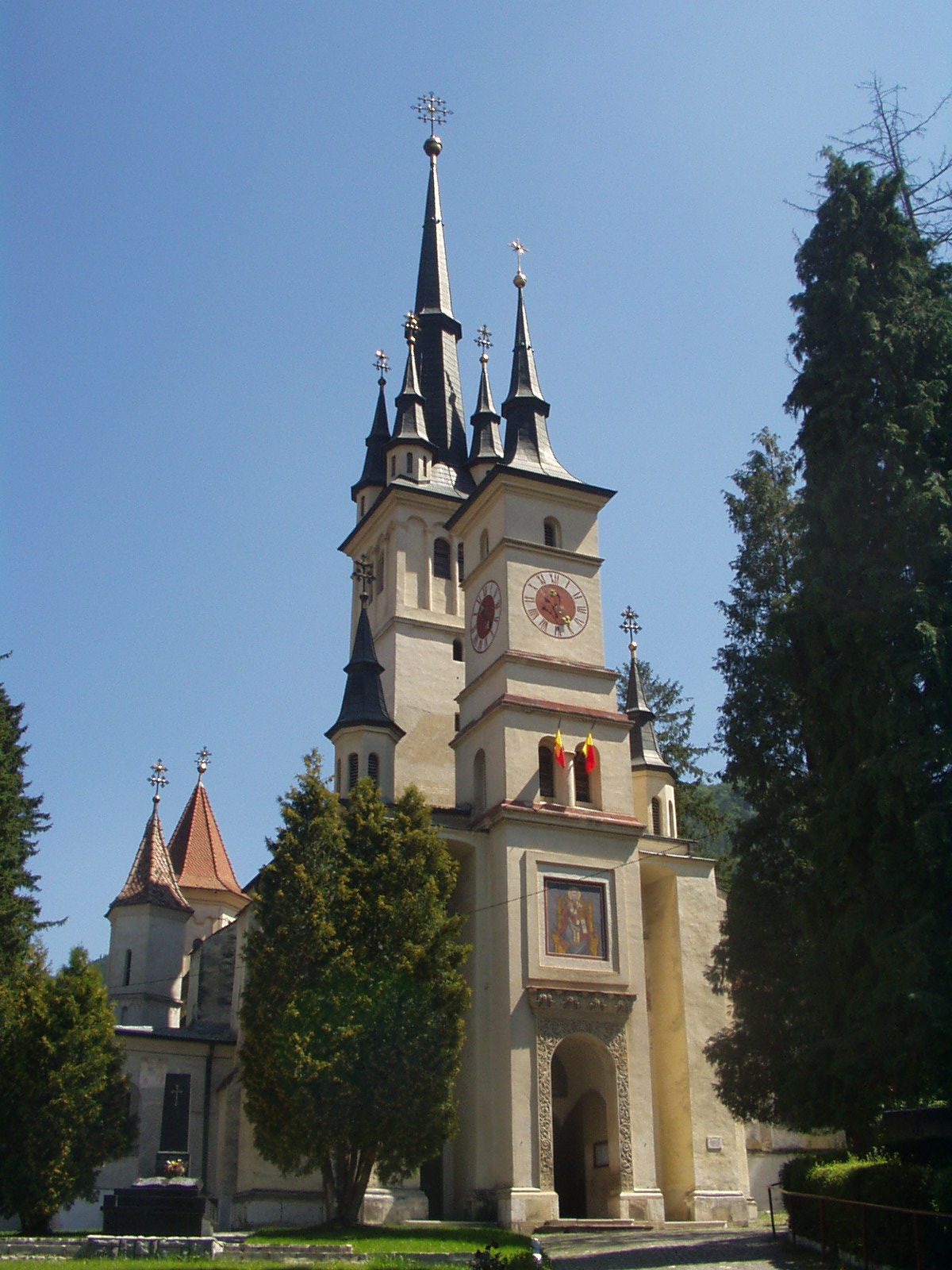
Biserica „Sfântul Nicolae” din Șcheii Brașovului

Originea familiei nu se cunoaște cu certitudine dar se presupune că a trecut cândva din Oltenia sau Muntenia spre Ardeal, stabilindu-se la Făgăraș, apoi la Brașov la sfârșitul secolului al XVII-lea. 
Stră-străbunicul Radu Tempea (I) a ajuns paroh în Biserica „Sfântul Nicolae” din Brașov, de la poalele Tâmpei, în anul 1699.
Străbunicul Radu Tempea (II) a fost protopop și cronicar și s-a născut în 1691, ajungând conducător al Protopopiatului Brașovului și al Țării Bârsei în 1735. A lăsat în manuscris Istoria sfintei biserici a Șcheilor Brașovului, de la 1484 la 1742, lucrare în două părți (republicată de Editura pentru Literatură în 1969). Prima parte are caracter de cronică, iar partea a doua, ce conține fapte din perioada în care a trăit autorul, are un pronunțat caracter istoric. Documentarea lucrării – care prezintă lupta românilor pentru a-și apăra drepturile în fața sașilor privilegiați - s-a făcut în baza arhivelor bisericești. Protopopul Tempea a decedat la Brașov la 14 mai 1742. Doi dintre frații săi, stegarul Florea și cătana Ilie, au căzut în luptele pentru libertatea și independența politică a românilor brașoveni, duse împotriva curuților.

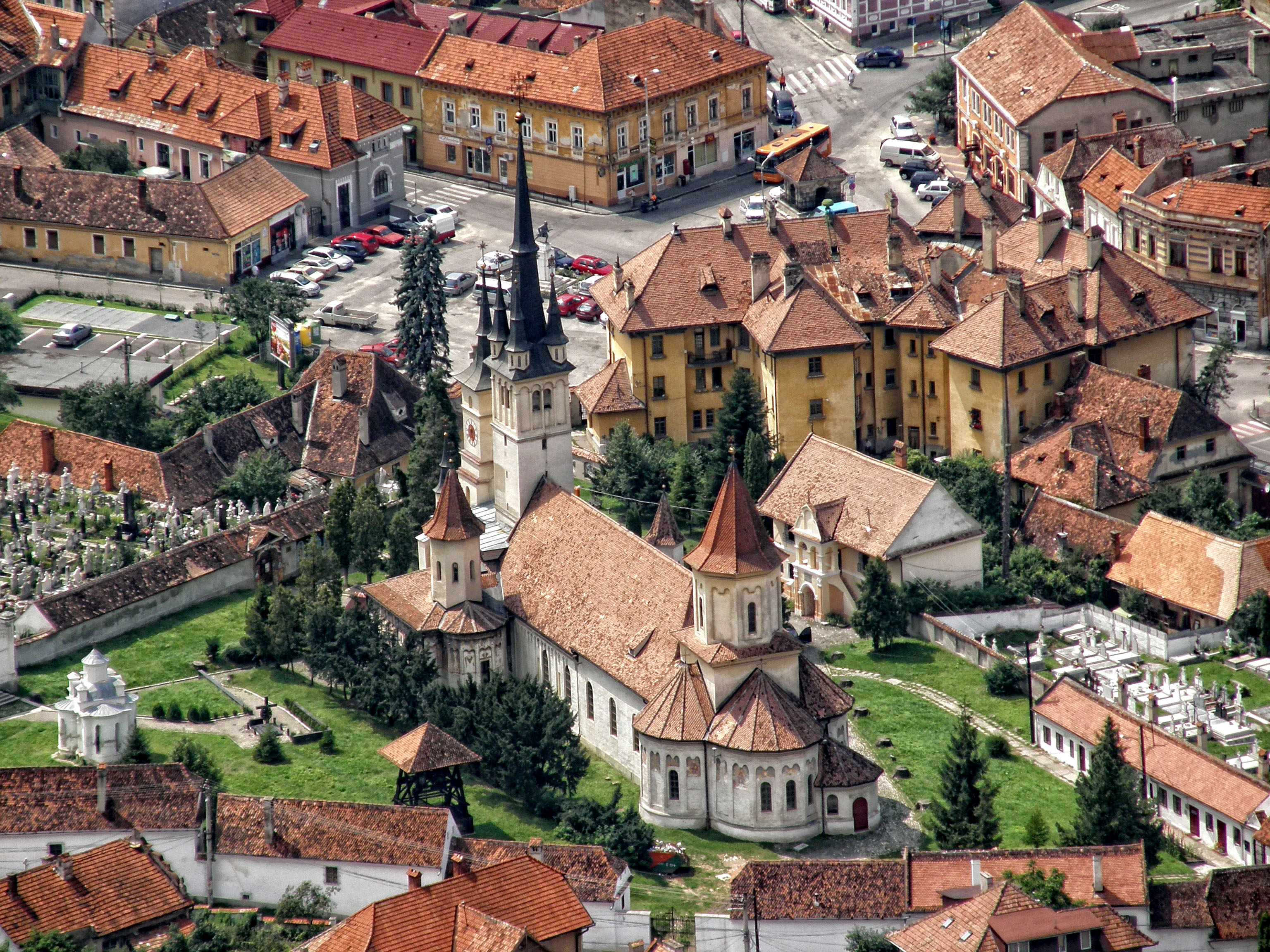
Vedere aeriană din Șcheii Brașovului

Bunicul Radu Tempea (III) s-a născut undeva între anii 1719-1721 și a murit la 28 martie 1763, fiind un om școlit. Încă de la 17 ani acesta cunoștea limba latină. Pe soția sa o chema Anca, dar nu se cunoaște data căsătoriei.
Tatăl Radu Tempea (IV) este numit diacon la Biserica „Sfântul Nicolae” în 7 martie 1763, cu puțin timp înainte de moartea părintelui său, Radu Tempea (III). La 30 octombrie 1762 s-a căsătorit cu Marina, fiica lui Oprea Floroiu. Data nașterii diaconului nu se cunoaște, dar se poate presupune că s-a născut undeva în jurul anului 1740. A murit la 18 septembrie 1781, iar soția sa, Marina, a trăit până la 74 de ani (6 decembrie 1819). Cei doi au avut 6 copii, printre care și Radu Tempea (V).
Radu Tempea (V) s-a cununat la 12 februarie 1788, luând de soție pe Marina, fiica lui Chir Oprea Pulpaș.
Fiul Radu Tempea (VI) (n. 1793/1794 - d.1850) a făcut școala la Sibiu, după care a revenit la Brașov, unde a fost învățător, diacon și preot ajutător. A părăsit parohia din Prund după mai multe diferende cu enoriașii și, pentru scurt timp, în 1836, a slujit ca preot la biserica „Sfinții 40 de Mucenici” din București. Ulterior, în perioada 1837-1845, a devenit primul profesor, apoi director și inspector la Seminarul „Sfântul Nicolae” din Râmnicu Vâlcea, întemeiat de episcopul Chesarie în anul 1836.
Pe un al doilea fiu, Duțu, a vrut să-l facă preot la Biserica „Sfântul Nicolae” și pentru asta s-a certat cu curatorii bisericii. 
Fiica sa l-a luat ca soț pe un alt învățat de vază al vremii, Ion Barac, de la care Radu Tempea a avut un nepot: Iosif Barac.

## Viața și activitatea

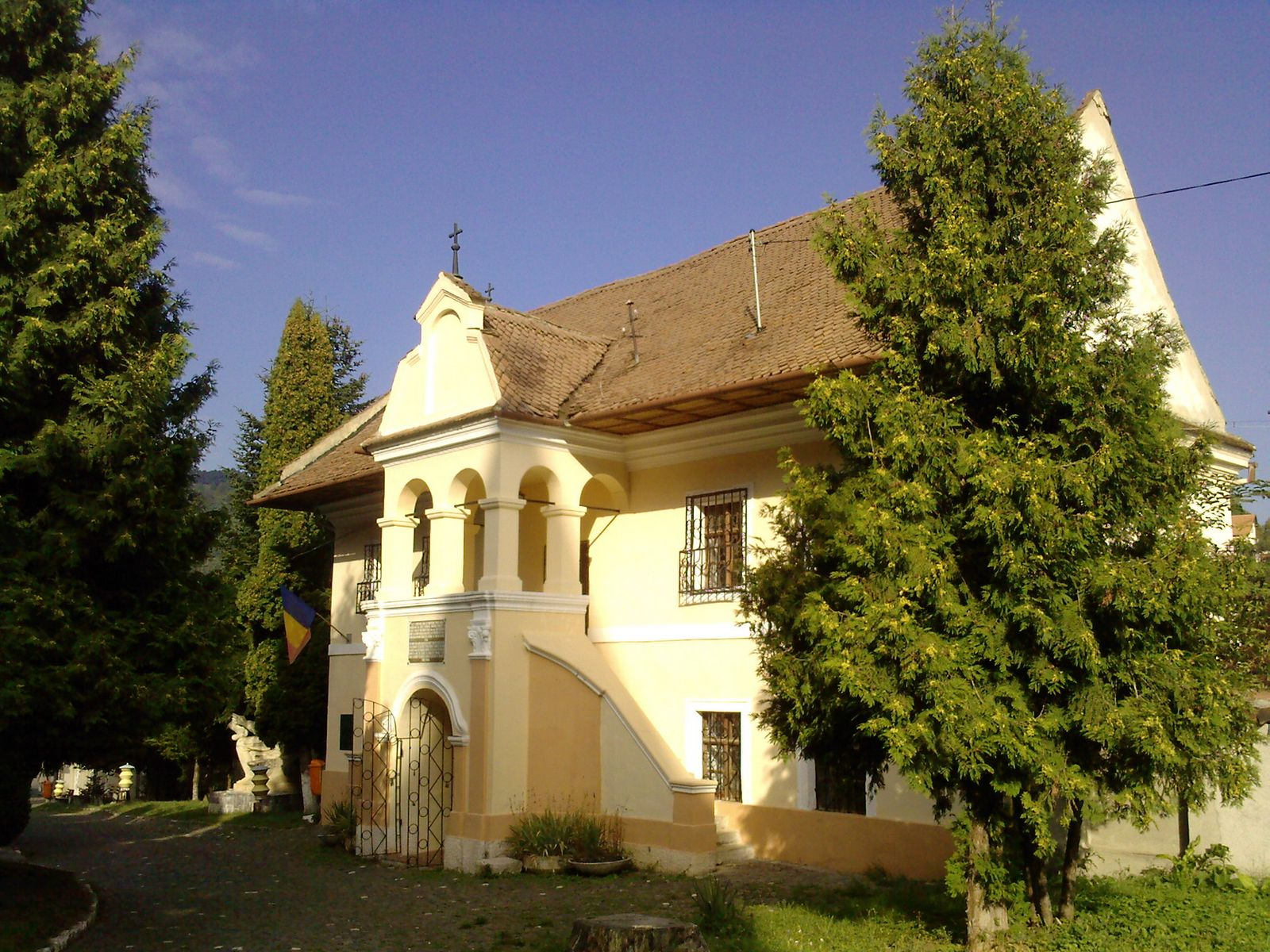
Muzeul Prima Şcoală Românească din Brașov

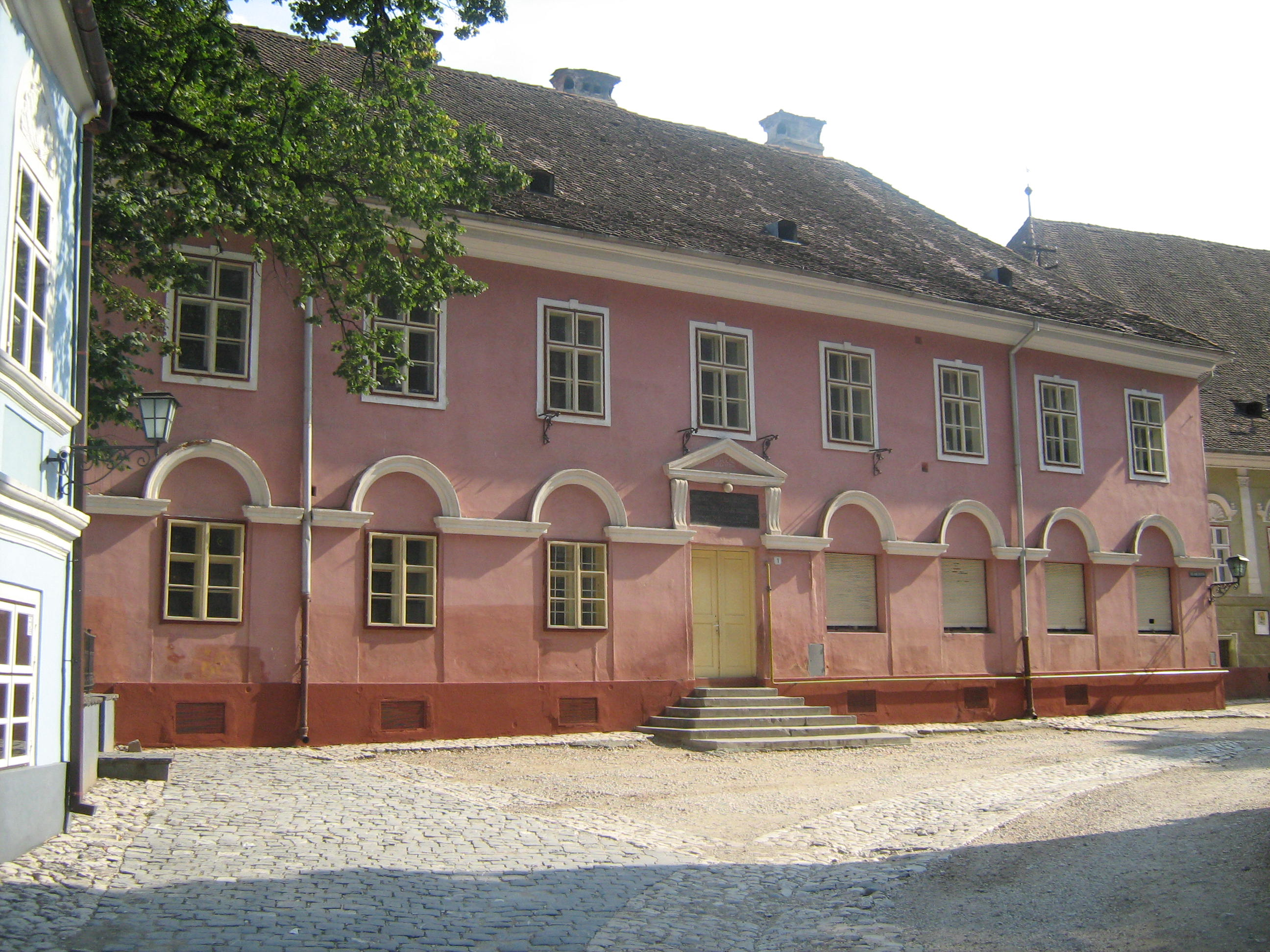
Clădirea Gimnaziului săsesc luteran din Brașov

La 9 ianuarie 1783, la vârsta de 15 ani, a pornit pe același drum ca și strămoșii săi, fiind primit la școala de la Biserica „Sfântul Nicolae” din Șcheii Brașovului și apoi la Gimnaziul săsesc luteran din Brașov, aici fiind primul elev ortodox care a învățat, la anul 1783. La 8/19 octombrie 1785 a cerut un sprijin de 100 de florini din partea bisericii pentru a urma filozofia la Universitatea din Pesta, bursă pe care o și primește cu condiția să revină și să își continue activitatea la Brașov. De asemenea, a urmat cursurile de învățători de la Sibiu din 1787. La 22 februarie 1788 a devenit diacon învățător.
Fire iute, la începutul războiului cu turcii din 1787, terminat cu Pacea de la Siștov (1791), a plecat la București ca translator. Generalul-comandant Mitrowsky i-a lăudat „cultura escelentă, știința de limbi” și serviciile aduse prin cuvântări ținute recruților. S-a întors de acolo imediat ce s-a terminat războiul, dar postul de diacon fusese deja ocupat. Atunci s-a dus la Sibiu și l-a rugat pe episcopul Gherasim Adamovici să-l hirotonească preot 1794 și să-l numească paroh la Biserica Sfântul Nicolae din Șcheii Brașovului. Între 1796 și octombrie 1808 a fost director al școlilor ortodoxe românești din Transilvania, cu reședința la Sibiu, în această calitate interesându-se și de soarta școlilor din Brașov. Aflat la Sibiu, Tempea a publicat în 1797 una dintre primele gramatici științifice românești.
În martie 1805 era încă la Sibiu, fiind președinte interimar al Consistoriului Episcopal, iar în iulie era asesor. A devenit între timp protopop ortodox, conducând din 1805 unul dintre cele 3 protopopiate din Brașov, și apoi vicar general al Episcopiei Ardealului.
În timpul crizei financiare și economice din anii 1814-1815 a adus din Țara Românească 1000 găleți de porumb, împărțindu-l săracilor cu același preț cu cât l-a costat procurarea și transportul porumbului. Pentru această faptă, împăratul Francisc II i-a adus mulțumiri prin decretul din 27 ianuarie 1815, îndemnând guvernul ardelean să dea publicității, ca exemplu, această acțiune a protopopului Radu Tempea. Totodată, fiind vacant postul de episcop al Aradului, Radu Tempea a fost propus Curții de la Viena să ocupe acest post. Din păcate, inițiativa a rămas numai la stadiul de propunere.
La 25 februarie 1817 a fost suspendat din funcția de protopop din cauza neînțelegerilor generate de intenția de a-l promova pe fiul său, Duțu. Drept urmare, a plecat într-un pelerinaj în orașul Iași din Moldova, de unde s-a întors un an mai târziu, și împăcându-se cu Consistoriul la 10 septembrie 1818.

## Opere
- Gramatică românească alcătuită de Radu Tempea, Directorul Școalelor Neunite Naționalicești prin Marele Prințipat al Ardealului. Cu slobozeniia celor mai mari. Sibii. În tipografia lui Petru Bart. 1797